# Tân La Hiếu Chiêu vương
Hiếu Chiêu Vương (trị vì 692–702) là người trị vì thứ 32 của Tân La. Ông là con trai cả của Thần Văn Vương cùng người phu nhân thứ hai là Thần Mục (神穆, Sinmok). Ông trị vì trong một thập niên và qua đời do bệnh tật tại kinh đô Tân La vào mùa thu năm 702. Ông có tên húy là Lý Hồng (理洪) hay Cung (恭), gọi là Kim Lý Hồng hoặc là Kim Cung.
Thời gian trị vì của Hiếu Chiêu được đánh dấu bằng việc tiếp tục xu thế tập trung hóa quyền lực từ sau khi Tân La thống nhất bán đảo. Giống như phụ vương, Hiếu Chiêu gặp phải một số phản đối dẫn đến một vài nổi loạn của các thành viên cấp cao trong giới quý tộc Tân La. Vào mùa hè năm 700, y xan (ichan, một thứ vị cao trong chế độ cốt phẩm nghiêm ngặt của Tân La) là Khánh Vĩnh (Gyeong-yeong, 慶永) đã bị lôi kéo vào một âm mưu phản nghịch và bị hành quyết.
Quan hệ với nhà Đường cũng chứng kiến những cải thiện trong thời gian trị vì của Hiếu Chiêu Vương sau khi liên minh Tân La-Đường vào những năm 660 và 670 bị tan vỡ. Quan hệ triều cống được duy trì đều đặn và phụ vương ông, từ trước đó, đã được hoàng đế nhà Đường, phong làm Tân La Vương.
Một vài trích dẫn về Hiếu Chiêu Vương trong bộ sử Tam quốc sử ký (Samguk Sagi) vào thế kỷ 12 cũng cho thấy quan hệ ngoại giao ổn định với Nhật Bản (đời Thiên hoàng Jitō, Thiên hoàng Monmu), và các sử sách Nhật Bản (đáng chú ý là " Tục Nhật Bản kỷ" Shoku Nihongi) là các nguồn đáng tin cậy để xác nhận ngày mất của vua và vương hậu Tân La trong thời kỳ này, do Nhật Bản biết được chuyện này thông qua các sứ thần chính thức.
Hiếu Chiêu Vương mất năm 792. Bởi ông không có con trai nên người em là Thánh Đức kế vị.